# Токарня (гміна)
Гміна Токарня (пол. Gmina Tokarnia) — сільська гміна у південній Польщі. Належить до Мисленицького повіту Малопольського воєводства.
Станом на 31 грудня 2011 у гміні проживало 8538 осіб.

## Площа
Згідно з даними за 2007 рік площа гміни становила 68.85 км², у тому числі:
- орні землі: 45.00%
- ліси: 47.00%

Таким чином, площа гміни становить 10.23% площі повіту.

## Населення
Станом на 31 грудня 2011:
| Опис     | Загалом | Загалом | Чоловіки | Чоловіки | Жінки | Жінки |
| -------- | ------- | ------- | -------- | -------- | ----- | ----- |
| одиниця  | осіб    | %       | осіб     | %        | осіб  | %     |
| все      | 8538    | 100     | 4386     | 51.37    | 4152  | 48.63 |
| міське   | 0       | 100     | 0        |          | 0     |       |
| сільське | 8538    | 100     | 4386     | 51.37    | 4152  | 48.63 |

## Сусідні гміни
Гміна Токарня межує з такими гмінами: Будзув, Йорданув, Любень, Макув-Подгалянський, Пцим.